# Truro Island
Truro Island ist eine unbewohnte Insel der Königin-Elisabeth-Inseln im kanadischen Territorium Nunavut. 

## Lage
Die Insel liegt im McDougall-Sund zwischen Bathurst Island und Cornwallis Island. Von Brooman Point auf Bathurst Island ist die Insel durch die vier Kilometer breite Akulliak Passage getrennt. Truro Island hat eine Länge von 12,5 Kilometern und eine Breite von zwei Kilometern und damit eine Fläche von 21 km².
In der Vergangenheit war Truro Island Standort einer Messstation, die Daten über die Erdatmosphäre, Meeresströmungen und die Veränderung des Eises sammeln sollte.